# Liste des gouverneurs de l'Illinois
Le gouverneur de l'Illinois est le chef de la branche exécutive du gouvernement de l'Illinois depuis la création de l’État en 1818.

## Liste
| Gouverneurs | Gouverneurs | Gouverneurs | Gouverneurs      | Dates du mandat  | Dates du mandat  | Parti politique       | Élection(s) | Durée totale du ou des mandat(s) |
| ----------- | ----------- | ----------- | ---------------- | ---------------- | ---------------- | --------------------- | ----------- | -------------------------------- |
| 1er         |             |             | Shadrach Bond    | 6 octobre 1818   | 5 décembre 1822  | Républicain démocrate | 1818        | 4 ans, 1 mois et 29 jours        |
| 2e          |             |             | Edward Coles     | 5 décembre 1822  | 6 décembre 1826  | Républicain démocrate | 1822        | 4 ans et 1 jour                  |
| 3e          |             |             | Ninian Edwards   | 6 décembre 1826  | 6 décembre 1830  | Adamiste              | 1826        | 4 ans                            |
| 4e          |             |             | John Reynolds    | 6 décembre 1830  | 17 novembre 1834 | National républicain  | 1830        | 3 ans, 11 mois et 11 jours       |
| 5e          |             |             | William Ewing    | 17 novembre 1834 | 3 décembre 1834  | Démocrate             | —           | 16 jours                         |
| 6e          |             |             | Joseph Duncan    | 3 décembre 1834  | 7 décembre 1838  | Démocrate             | 1834        | 4 ans et 4 jours                 |
| 7e          |             |             | Thomas Carlin    | 7 décembre 1838  | 8 décembre 1842  | Démocrate             | 1838        | 4 ans et 1 jour                  |
| 8e          |             |             | Thomas Ford      | 8 décembre 1842  | 9 décembre 1846  | Démocrate             | 1842        | 4 ans et 1 jour                  |
| 9e          |             |             | Augustus French  | 9 décembre 1846  | 10 janvier 1853  | Démocrate             | 1846        | 6 ans, 1 mois et 1 jour          |
| 9e          | 1848        |             | Augustus French  | 9 décembre 1846  | 10 janvier 1853  | Démocrate             |             | 6 ans, 1 mois et 1 jour          |
| 10e         |             |             | Joel Matteson    | 10 janvier 1853  | 12 janvier 1857  | Démocrate             | 1852        | 4 ans et 2 jours                 |
| 11e         |             |             | William Bissell  | 12 janvier 1857  | 18 mars 1860     | Républicain           | 1856        | 3 ans, 2 mois et 6 jours         |
| 12e         |             |             | John Wood        | 18 mars 1860     | 14 janvier 1861  | Républicain           | —           | 9 mois et 27 jours               |
| 13e         |             |             | Richard Yates    | 14 janvier 1861  | 16 janvier 1865  | Républicain           | 1860        | 4 ans et 2 jours                 |
| 14e         |             |             | Richard Oglesby  | 16 janvier 1865  | 11 janvier 1869  | Républicain           | 1864        | 3 ans, 11 mois et 26 jours       |
| 15e         |             |             | John Palmer      | 11 janvier 1869  | 13 janvier 1873  | Républicain           | 1868        | 4 ans et 2 jours                 |
| 14e         |             |             | Richard Oglesby  | 13 janvier 1873  | 23 janvier 1873  | Républicain           | 1872        | 10 jours                         |
| 16e         |             |             | John Beveridge   | 23 janvier 1873  | 8 janvier 1877   | Républicain           | —           | 3 ans, 11 mois et 16 jours       |
| 17e         |             |             | Shelby Cullom    | 8 janvier 1877   | 16 février 1883  | Républicain           | 1876        | 6 ans, 1 mois et 8 jours         |
| 17e         | 1880        |             | Shelby Cullom    | 8 janvier 1877   | 16 février 1883  | Républicain           |             | 6 ans, 1 mois et 8 jours         |
| 18e         |             |             | John Hamilton    | 16 février 1883  | 30 janvier 1885  | Républicain           | —           | 1 an, 11 mois et 14 jours        |
| 14e         |             |             | Richard Oglesby  | 30 janvier 1885  | 14 janvier 1889  | Républicain           | 1884        | 3 ans, 11 mois et 15 jours       |
| 19e         |             |             | Joseph Fifer     | 14 janvier 1889  | 10 janvier 1893  | Républicain           | 1888        | 3 ans, 11 mois et 27 jours       |
| 20e         |             |             | John Altgeld     | 10 janvier 1893  | 11 janvier 1897  | Démocrate             | 1892        | 4 ans et 1 jour                  |
| 21e         |             |             | John Tanner      | 11 janvier 1897  | 14 janvier 1901  | Républicain           | 1896        | 4 ans et 3 jours                 |
| 22e         |             |             | Richard Yates    | 14 janvier 1901  | 9 janvier 1905   | Républicain           | 1900        | 3 ans, 11 mois et 26 jours       |
| 23e         |             |             | Charles Deneen   | 9 janvier 1905   | 3 février 1913   | Républicain           | 1904        | 8 ans et 25 jours                |
| 23e         | 1908        |             | Charles Deneen   | 9 janvier 1905   | 3 février 1913   | Républicain           |             | 8 ans et 25 jours                |
| 24e         |             |             | Edward Dunne     | 3 février 1913   | 8 janvier 1917   | Démocrate             | 1912        | 3 ans, 11 mois et 5 jours        |
| 25e         |             |             | Frank Lowden     | 8 janvier 1917   | 10 janvier 1921  | Républicain           | 1916        | 4 ans et 2 jours                 |
| 26e         |             |             | Len Small        | 10 janvier 1921  | 14 janvier 1929  | Républicain           | 1920        | 8 ans et 4 jours                 |
| 26e         | 1924        |             | Len Small        | 10 janvier 1921  | 14 janvier 1929  | Républicain           |             | 8 ans et 4 jours                 |
| 27e         |             |             | Louis Emmerson   | 14 janvier 1929  | 9 janvier 1933   | Républicain           | 1928        | 3 ans, 11 mois et 26 jours       |
| 28e         |             |             | Henry Horner     | 9 janvier 1933   | 6 octobre 1940   | Démocrate             | 1932        | 7 ans, 8 mois et 27 jours        |
| 28e         | 1936        |             | Henry Horner     | 9 janvier 1933   | 6 octobre 1940   | Démocrate             |             | 7 ans, 8 mois et 27 jours        |
| 29e         |             |             | John Stelle      | 6 octobre 1940   | 13 janvier 1941  | Démocrate             | —           | 3 mois et 7 jours                |
| 30e         |             |             | Dwight Green     | 13 janvier 1941  | 10 janvier 1949  | Républicain           | 1940        | 7 ans, 11 mois et 28 jours       |
| 30e         | 1944        |             | Dwight Green     | 13 janvier 1941  | 10 janvier 1949  | Républicain           |             | 7 ans, 11 mois et 28 jours       |
| 31e         |             |             | Adlai Stevenson  | 10 janvier 1949  | 12 janvier 1953  | Démocrate             | 1948        | 4 ans et 2 jours                 |
| 32e         |             |             | William Stratton | 12 janvier 1953  | 9 janvier 1961   | Républicain           | 1952        | 7 ans, 11 mois et 28 jours       |
| 32e         | 1956        |             | William Stratton | 12 janvier 1953  | 9 janvier 1961   | Républicain           |             | 7 ans, 11 mois et 28 jours       |
| 33e         |             |             | Otto Kerner      | 9 janvier 1961   | 21 mai 1968      | Démocrate             | 1960        | 7 ans, 4 mois et 12 jours        |
| 33e         | 1964        |             | Otto Kerner      | 9 janvier 1961   | 21 mai 1968      | Démocrate             |             | 7 ans, 4 mois et 12 jours        |
| 34e         |             |             | Samuel Shapiro   | 21 mai 1968      | 13 janvier 1969  | Démocrate             | —           | 7 mois et 23 jours               |
| 35e         |             |             | Richard Ogilvie  | 13 janvier 1969  | 8 janvier 1973   | Républicain           | 1968        | 3 ans, 11 mois et 26 jours       |
| 36e         |             |             | Dan Walker       | 8 janvier 1973   | 10 janvier 1977  | Démocrate             | 1972        | 4 ans et 2 jours                 |
| 37e         |             |             | James Thompson   | 10 janvier 1977  | 14 janvier 1991  | Républicain           | 1976        | 14 ans et 4 jours                |
| 37e         | 1978        |             | James Thompson   | 10 janvier 1977  | 14 janvier 1991  | Républicain           |             | 14 ans et 4 jours                |
| 37e         | 1982        |             | James Thompson   | 10 janvier 1977  | 14 janvier 1991  | Républicain           |             | 14 ans et 4 jours                |
| 37e         | 1986        |             | James Thompson   | 10 janvier 1977  | 14 janvier 1991  | Républicain           |             | 14 ans et 4 jours                |
| 38e         |             |             | Jim Edgar        | 14 janvier 1991  | 11 janvier 1999  | Républicain           | 1990        | 7 ans, 11 mois et 28 jours       |
| 38e         | 1994        |             | Jim Edgar        | 14 janvier 1991  | 11 janvier 1999  | Républicain           |             | 7 ans, 11 mois et 28 jours       |
| 39e         |             |             | George Ryan      | 11 janvier 1999  | 13 janvier 2003  | Républicain           | 1998        | 4 ans et 2 jours                 |
| 40e         |             |             | Rod Blagojevich  | 13 janvier 2003  | 29 janvier 2009  | Démocrate             | 2002        | 6 ans et 16 jours                |
| 40e         | 2006        |             | Rod Blagojevich  | 13 janvier 2003  | 29 janvier 2009  | Démocrate             |             | 6 ans et 16 jours                |
| 41e         |             |             | Pat Quinn        | 29 janvier 2009  | 12 janvier 2015  | Démocrate             | 2010        | 5 ans, 11 mois et 14 jours       |
| 42e         |             |             | Bruce Rauner     | 12 janvier 2015  | 14 janvier 2019  | Républicain           | 2014        | 4 ans et 2 jours                 |
| 43e         |             |             | J. B. Pritzker   | 14 janvier 2019  | en cours         | Démocrate             | 2018        | 6 ans, 1 mois et 27 jours        |